# José Arizábalo
José Antonio Arizábalo y Orobio fue un militar español nacido en Guipúzcoa, aún niño a la edad de siete años se trasladó con su familia a la Capitanía General de Venezuela, y tuvo un papel destacado en la guerra de Independencia de Venezuela.

## Biografía
Arizábalo se trasladó a Puerto Rico, iniciando allí su carrera militar con un tío comandante de artillería. De Puerto Rico pasó a Santo Domingo en 1809 combatir a los franceses. Siendo ya subteniente, salió de Santo Domingo en octubre de 1813, destinado a la dotación de artillería de Caracas. 
Llegó a Puerto Cabello, en marzo de 1814, coincidiendo con el sitio de Puerto Cabello donde muere su abuelo materno. Estuvo en La Guaira, Cumaná y Maracaibo, donde debió participar en la guerra. En 1819 contaba con 35 años de edad. Siendo teniente coronel de infantería y comandante de la artillería del Castillo de San Carlos de la Barra en 1823, participa en la capitulación de Francisco Tomás Morales (1781-1845) y debió regresar a la península. 
Regresa a Venezuela y entre 1827 y 1829 organiza la guerrilla realista del país con el título de comandante general de las tropas realistas de operaciones de Costa Firme. Con escaso o nulo apoyo naval por parte del marino Ángel Laborde (1772-1834) desde Puerto Rico, gobernado por Miguel de la Torre (1786-1843), finalmente el 18 de agosto de 1829, sin ninguna esperanza de éxito y luego de pasar muchas penalidades, José Arizábalo y Orobio capitula ante el general republicano Lorenzo Bustillos (1791-1867), siendo reembarcado en La Guaira.
Una partida de guerrillas realistas seguirán luchando al frente del caudillo indígena José Dionisio Cisneros (1796-1847), que desde 1821 se había separado de las tropas regulares y combatió hasta su capitulación frente a Páez en el año 1831. En esa fecha Bolívar había muerto y la Gran Colombia se había disgregado. Fernando VII moriría en 1833 dando fin a todos los proyectos españoles de reconquista. En 1834, ya coronel, recibió la Cruz de Comendador de la Real Orden Americana de Isabel la Católica por sus campañas de Venezuela de 1827-1829.